# Brits-Indië op de Olympische Zomerspelen 1932
Brits-Indië nam deel aan de Olympische Zomerspelen 1932 in Los Angeles, Verenigde Staten. Net als vier jaar eerder won het hockeyteam goud, tegelijk ook de enige medaille tijdens deze Spelen.

## Medailleoverzicht
| Sport  | Olympiër | Discipline | Medaille |
| ------ | --- | ---------- | -------- |
| Hockey | Richard Allen Muhammad Aslam Lal Bokhari Frank Brewin Richard Carr Dhyan Chand Leslie Hammond Sayed Jaffar Masud Minhas Broome Pinniger Gurmit Singh Kullar Roop Singh William Sullivan Carlyle Tapsell | mannen     | Goud     |

## Deelnemers en resultaten

### Atletiek
| Olympiër                                                    | Discipline             | Resultaat    | Prestatie                                |
| ----------------------------------------------------------- | ---------------------- | ------------ | ---------------------------------------- |
| Bunoo Sutton                                                | 100m (m)               | 24e          | serie 2: 4de in 11,4                     |
| Ronald Vernieux                                             | 100m (m)               | 20e          | serie 3: 4de in 11,0                     |
| Ronald Vernieux                                             | 200m (m)               | 22e          | serie 7: 4de in 22,8                     |
| Bunoo Sutton                                                | 110m horden (m)        | halve finale | serie 3: 3de in 15,1 halve finale 1: 4de |
| Bunoo Sutton Ronald Vernieux Mehar Chand Dhawan Dickie Carr | 4x100m (m)             | 8e           | serie 1: 5de in 43,7                     |
| Mehar Chand Dhawan                                          | hink-stap-springen (m) | 14e          | 13,66m                                   |

### Hockey
| Olympiër | Discipline | Resultaat | Prestatie                                    |
| --- | ---------- | --------- | -------------------------------------------- |
| Richard Allen Muhammad Aslam Lal Bokhari Frank Brewin Richard Carr Dhyan Chand Leslie Hammond Arthur Hind Sayed Jaffar Masud Minhas Broome Pinniger Gurmit Singh Kullar Roop Singh William Sullivan Carlyle Tapsell | mannen     | Goud      | W van JPN: 11-1 W van Verenigde Staten: 24-1 |

### Zwemmen
| Olympiër    | Discipline           | Resultaat | Prestatie               |
| ----------- | -------------------- | --------- | ----------------------- |
| Nalin Malik | 400m vrije slag (m)  | 19e       | serie 3: 4de in 5.59,0  |
| Nalin Malik | 1500m vrije slag (m) | 15e       | serie 1: 4de in 23.52,4 |

## Foto's

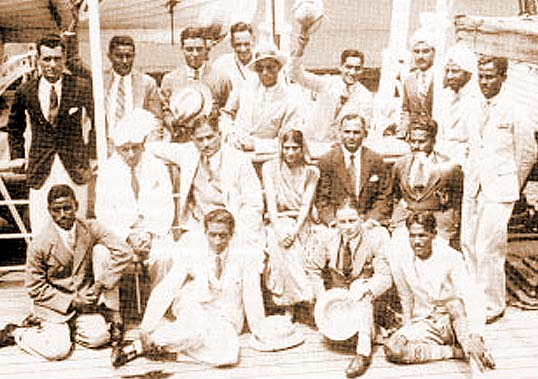
Indiase hockeyteam
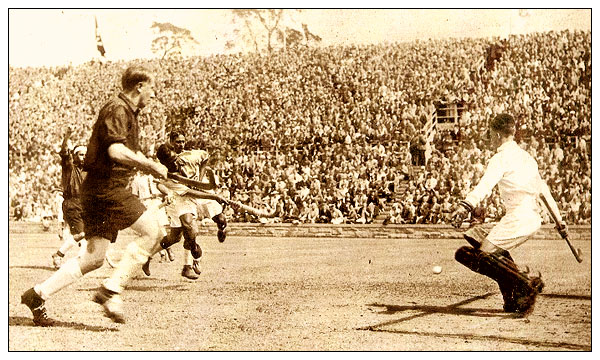
Indiase hockeyteam

Argentinië · Australië · België · Brazilië · Brits-Indië · Canada · Colombia · Denemarken · Duitsland · Estland · Filipijnen · Finland · Frankrijk · Griekenland · Groot-Brittannië · Haïti · Hongarije · Ierland · Italië · Japan · Joegoslavië · Letland · Mexico · Nederland · Nieuw-Zeeland · Noorwegen · Oostenrijk · Polen · Portugal · Republiek China · Spanje · Tsjecho-Slowakije · Uruguay · Verenigde Staten · Zuid-Afrika · Zweden · Zwitserland